# Boungnang Vorachith
Boungnang Vorachith (ur. 15 sierpnia 1937) – laotański polityk, w latach 2016–2021 prezydent kraju, premier w latach 2001–2006, wiceprezydent w latach 2006–2016. Sekretarz generalny Komitetu Centralnego Laotańskiej Partii Ludowo-Rewolucyjnej od 2016 do 2021.

## Życiorys
Urodził się 15 sierpnia 1937.
27 marca 2001 został premierem, urząd sprawował do 8 czerwca 2006 kiedy to został wiceprezydentem kraju. 22 stycznia 2016 stanął na czele Komitetu Centralnego Laotańskiej Partii Ludowo-Rewolucyjnej.
20 kwietnia 2016 został zaprzysiężony na stanowisku prezydenta Laosu, jednocześnie powołany został nowy rząd pod kierownictwem Thonglouna Sisoulitha.
22 marca 2021 przestał pełnić funkcję prezydenta Laosu.